# 温阳县
温阳县，中国古县名。
金朝明昌六年（1195年）改怀柔县（治所在今顺义县城，与现怀柔区无关）设置，因地处温榆河北岸，故称温阳。隶属顺州。县、州同治，均在今北京市顺义县城。元代省去温阳县名而并入顺州。